# Ataque al palacio presidencial de Cuba
El ataque al palacio presidencial de Cuba tuvo lugar el 13 de marzo de 1957. El ataque falló debido a la falta de comunicación y problemas de planificación, por un lado, no participaron todas las fuerzas previstas en el mismo y el objetivo de matar a Batista no se consiguió. Batista conocía que se planeaba un ataque al palacio para matarlo, desconociendo otros detalles, por eso se reforzó la defensa del recinto antes del ataque. Sólo unos pocos efectivos del ejército participaron en la defensa del palacio durante el ataque, ya que el grueso de las tropas llegaron cuando el ataque había terminado.

## Inicio del ataque
La operación fue organizada y dirigida por Menelao Mora, con la participación de 34 miembros del Partido Auténtico (sin autorización del partido), y 12 miembros del Directorio Revolucionario (DR) (luego de este evento, llamado Directorio Revolucionario 13 de Marzo o DR-13-M) dirigido por José A. Echeverría. El objetivo principal era atacar con las fuerzas el Palacio Presidencial (hoy Museo de la Revolución) y la emisora Radio Reloj. Con el ataque al palacio se buscaba la muerte de Fulgencio Batista para terminar con el régimen que este dirigía; con la toma de Radio Reloj se pretendía, por su parte, anunciar esta muerte, convocar una huelga general y llamar a todo el pueblo cubano a sumarse a la lucha armada.

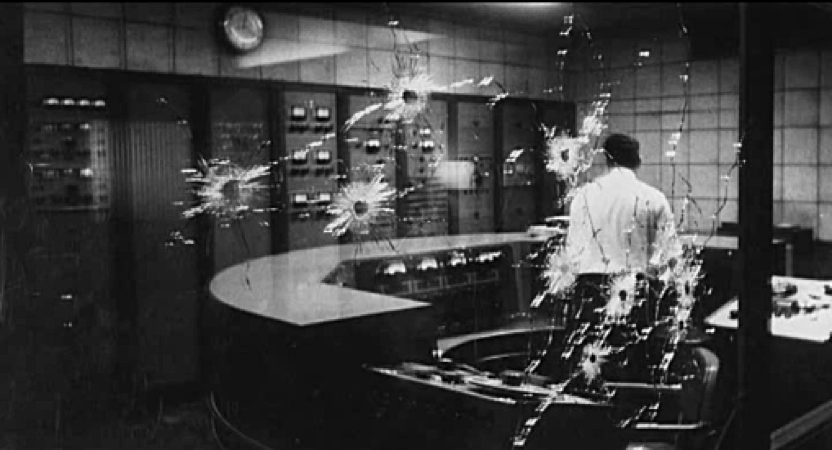
Cabina de Radio Reloj.

La idea original de los guerrilleros era que un comando de 50 hombres (participaron 46), bajo la jefatura de Menelao Mora y Carlos Gutiérrez Menoyo, asaltaría al Palacio Presidencial; otro comando de 100 hombres, protagonizaría la operación de apoyo, en la que serían tomados los edificios que rodean el Palacio y en sus azoteas emplazarían ametralladoras calibre 30 para atacar a los refuerzos del ejército, y un tercer comando dirigido por el presidente de la FEU y líder del DR José Antonio Echeverría tomaría Radio Reloj para difundir la noticia de la muerte de Batista y arengar al pueblo. El asalto ocurrió alrededor de las 3:25 de la tarde. Los revolucionarios conocían cuanto demoraba el dictador Batista en recorrer el camino entre el cuartel de Columbia y el palacio, rutina que los asaltantes habían rastreado durante varios días antes del ataque. Los revolucionarios se trasladaron al palacio presidencial en autos y en un camión rojo cerrado con el rótulo Fast Delivery S.A., donde iban Menelao y otros 39.
El plan de toma del Palacio Presidencial iba a ser apoyado por un grupo de 100 hombres armados (se reunieron menos) dirigidos por Ignacio González, cuya función sería ocupar los edificios más altos de los alrededores al Palacio Presidencial (La Tabacalera, Hotel Sevilla, Palacio de Bellas Artes) y, desde estos puestos, apoyar al mando principal en el ataque al Palacio Presidencial. Sin embargo, esta operación de apoyo no se llevó a cabo ya que los hombres que iban a participar nunca llegaron al lugar de los hechos, porque Faure Chomón no les avisó. Aunque los atacantes llegaron al tercer piso del Palacio, no localizaron ni ejecutaron a Batista, que subió por una puerta secreta al tercer piso donde estaba su esposa Marta y un hijo pequeňo enfermo. Como parte del plan, otro grupo de revolucionarios dirigidos por Calixto Sánchez Whyte debían tomar el Aeropuerto de Rancho Boyeros en La Habana, pero esta acción no se realizó.

## Toma de Radio Reloj

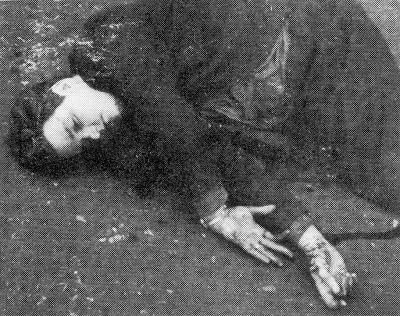
José Antonio Echeverría cayó cerca de la Universidad de La Habana.

Por otro lado, se efectuó el ataque sobre la emisora Radio Reloj. Un grupo de 16 atacantes dirigido por José Antonio Echeverría asaltó el edificio de la emisora, simultáneamente con la operación realizada en el Palacio Presidencial. Luego de tomar el edificio con éxito, Echeverría dio lectura a una parte de la proclama revolucionaria en la que se anunciaba la ejecución de Batista, pero lo hizo, por error, minutos antes del inicio del ataque al palacio presidencial:

¡Pueblo de Cuba! En estos momentos acaba de ser ajusticiado revolucionariamente el dictador Fulgencio Batista. En su propia madriguera del Palacio Presidencial, el pueblo de Cuba ha ido a ajustarle cuentas. Y somos nosotros, el Directorio Revolucionario, los que en nombre de la Revolución Cubana hemos dado el tiro de gracia a este régimen de oprobio. Cubanos que me escuchan: Acaba de ser eliminado-

 Poco después del inicio de la lectura de la proclama de Echeverría un empleado de la radioemisora quita del aire la transmisión radial, por lo que parte de la proclama no fue escuchada. Al avisarle a Echeverría de que ya no se encontraba en el aire, este disparo al equipo de la emisora. El grupo al salir del edificio, se dirige a la sede de la Federación Estudiantil Universitaria (FEU) en la Universidad de La Habana para entregar las armas al pueblo y comenzar una insurrección armada, pero antes de llegar, aparece una patrulla de la policía y después de un intercambio de disparos en la calle, fue abatido el líder estudiantil Echeverría.

## Juicio, 5 de abril de 1957
El Tribunal de Urgencia de La Habana anunció que el 5 de abril de 1957 se llevaría a cabo un juicio para los acusados de los atentados del 13 de marzo. Dos personas se encontraban detenidas para ser juzgadas: Orlando Olmedo Moreno, herido durante el ataque, y Efraín Alfonso Liriano. Todos los demás relacionados con el ataque escaparon o murieron.

## Acto público de reparación

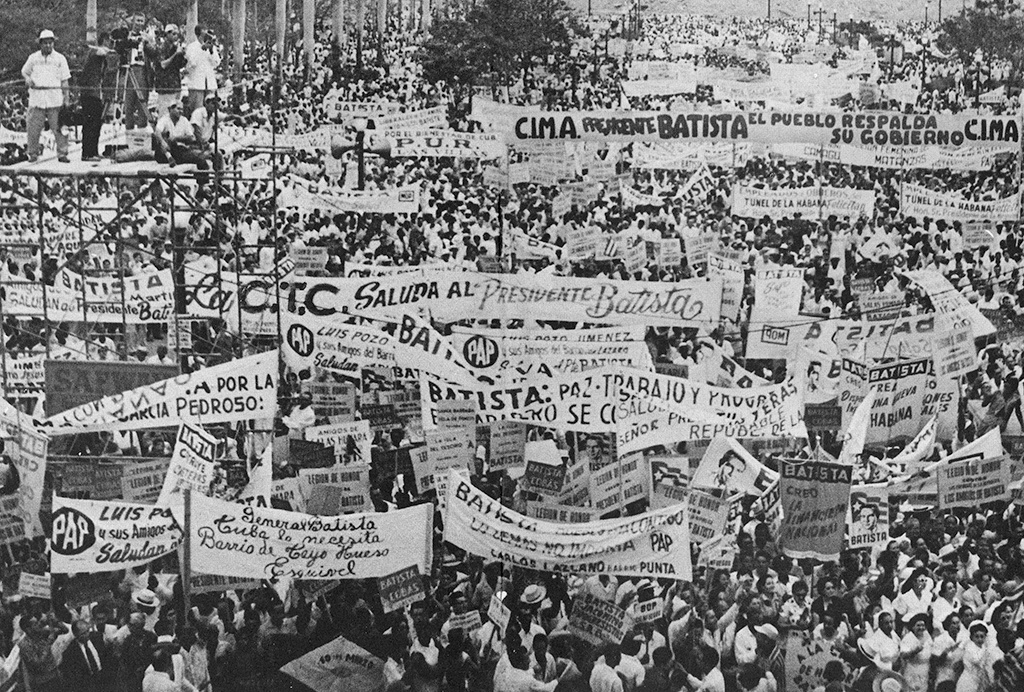
Pro-Batista, Manifestación de reparación por ataque al palacio presidencial, La Habana, 7 de abril de 1957.

El acto público de reparación por parte del pueblo habanero por el asalto del 13 de marzo al Palacio Presidencial tuvo lugar el 7 de abril de 1957. Se informó que asistieron más de 250.000 personas. A continuación se muestra un informe por R. Hart Phillips especial para el New York Times. 
«LA HABANA, 7 de abril — Miles de personas marcharon al Palacio Presidencial esta tarde para manifestar su apoyo al presidente Fulgencio Batista. Representantes del trabajo, comercio, industria, Gobierno, partidos políticos y simpatizantes de la Administración llenaron el parque frente al palacio y todas las calles adyacentes. Pancartas y pancartas que llevaban los manifestantes proclamaban la aprobación de las políticas del general Batista, su programa de obras públicas y sus esfuerzos por reprimir las actividades revolucionarias de sus enemigos. Una pancarta grande decía: "Por Batista, en el pasado, ahora y para siempre". “Quinientos residentes estadounidenses de la Isla de Pinos tienen fe en Batista”. La nota clave de la manifestación fue “Paz”. Se soltaron bandadas de palomas blancas durante la manifestación para significar una demanda de paz. El Gobierno adoptó medidas de precaución para proteger a los manifestantes. Policías armados con rifles rodearon el palacio. En todos los tejados cercanos había policías y soldados armados con rifles y ametralladoras».

## Golpeando Arriba

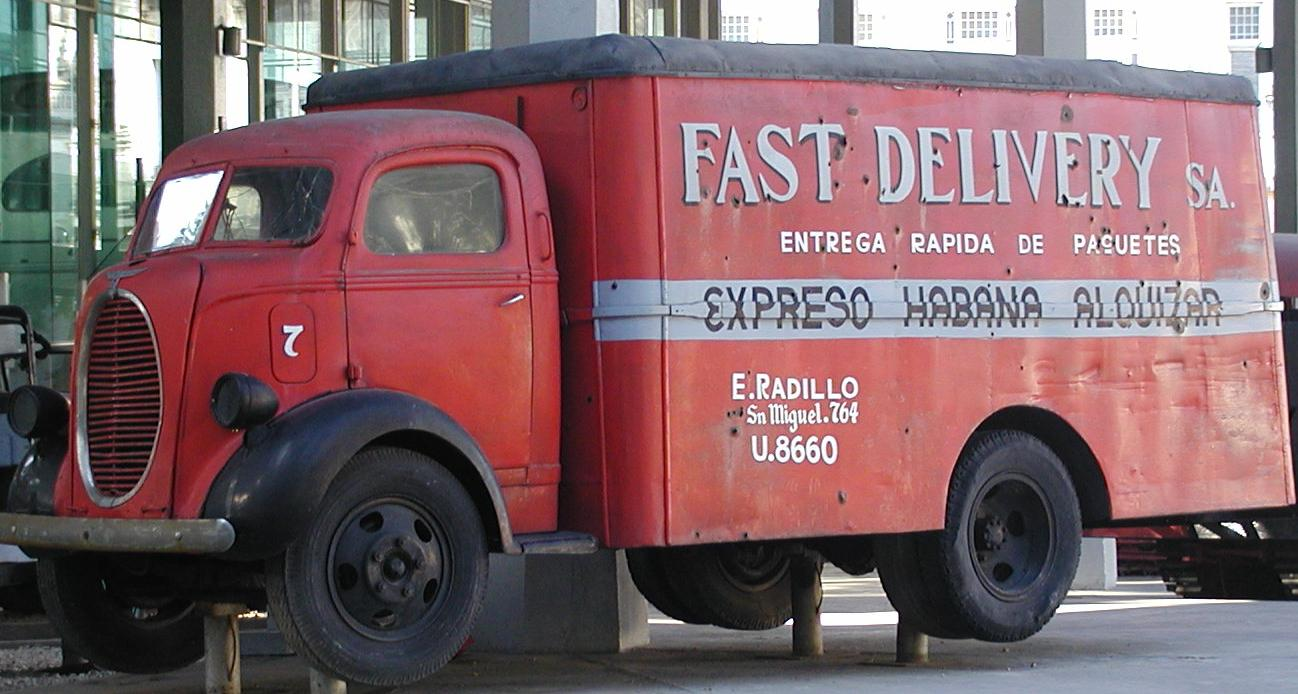
Carro usado en el ataque.

El 22 de enero de 1959, Fidel Castro explicó a los periodistas reunidos en el Salón Copa del hotel Habana Riviera, entre otros temas, que pegar "golpear arriba" era uno de los "conceptos falsos sobre la revolución" porque "la tiranía es no un hombre; la tiranía es un sistema (...) Nunca fuimos partidarios del tiranicidio ni de los golpes militares, [que tendían] a inculcar al pueblo un complejo de impotencia". Unos meses antes Castro había reprendido a Guevara por haber firmado un pacto con Rolando Cubela, lugarteniente de Chomon en la guerrilla DR-13-3 en el Escambray, el "Pacto del Pedrero". La carta está fechada en Palma Soriano el 26 de diciembre de 1958, en su pasaje crucial se lee: 

"Está cometiendo un grave error político al compartir su autoridad, su prestigio y su fuerza con la Dirección Revolucionaria. No tiene sentido formar un pequeño grupo cuyas intenciones y ambiciones conocemos tan bien, y que en el futuro será fuente de problemas".

## Consecuencias

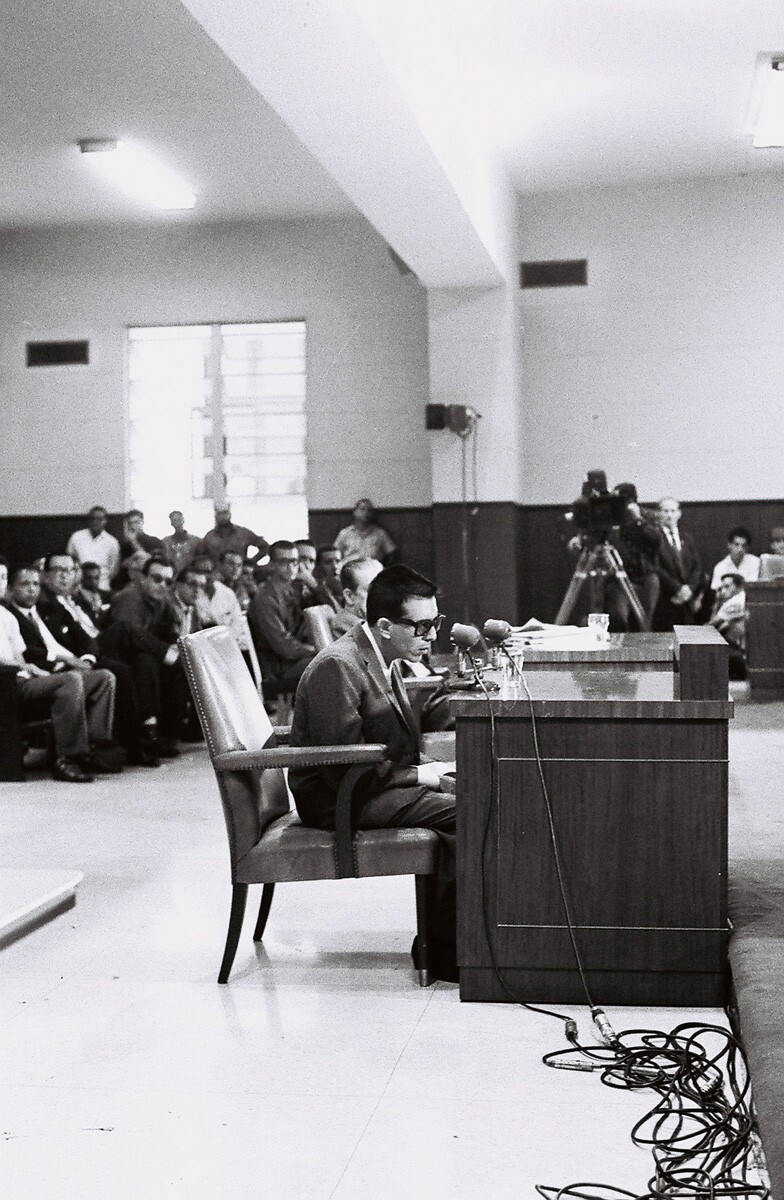
Juicio de Marcos Rodríguez Alfonso.

Más de 30 revolucionarios perdieron la vida en las acciones del 13 de marzo, incluido Menelao Mora, José Antonio Echeverría, y Menoyo. Cuatro asaltantes al palacio que lograron escapar fueron sorprendidos en un apartamento en La Habana, el 20 de abril del mismo año por la traición del joven comunista Marcos Rodríguez, y asesinados por la policía (Masacre de Humboldt 7). Marcos conocía a los 4 y los delató por venganza. Marcos Rodríguez, alias Marquitos, fue enjuiciado el 26 de marzo y fusilado el 19 de julio de 1964, esto después del triunfo de la Revolución Cubana.
Entre estos últimos se hallaba Fructuoso Rodríguez, presidente de la FEU desde la muerte de Echeverría. Después del triunfo de la revolución en 1959, se investigó el suceso, y se descubrió el traidor, que fue apresado en 1961, enjuiciado, y fusilado en 1964. Hubo 4 civiles muertos durante el ataque al palacio presidencial, que no estaban relacionados con ese evento. El exsenador Pelayo Cuervo Navarro fue asesinado por la policía en la noche del 13 de marzo, al considerar que estaba involucrado con el ataque.